# Hipotrofia gonadal induzida por suplementação hormonal
Os esteroides anabolizantes androgênicos sintéticos (EAAs) são derivados sintéticos da testosterona utilizados inicialmente para fins terapêuticos. Contudo, o uso abusivo e indiscriminado na tentativa de melhoria da performance esportiva ou com fins estéticos estão entre os principais fatores que resultantes de hipogonadismo induzido por suplementação hormonal (ASIH sigla em inglês de anabolic steroid–induced hypogonadism).
Nesse sentido, o hipogonadismo hipogonadotrófico é caracterizado pela falência da função gonadal secundária à deficiência na secreção de gonadotrofinas. Essa condição clínica é comumente descrita a lesões estruturais ou anomalias funcionais envolvendo o eixo hipotalâmico-hipofisário. 

## Breve histórico
Os andrógenos sintéticos se originam na década de 1930, quando houve a descrição pela primeira vez do uso medicinal da metiltestosterona, como tratamento de deficiência de testosterona, osteoporose, caquexia, puberdade atrasada e câncer de mama.
Desde então, os derivados de Testosterona têm sido utilizados especialmente para aumento de massa muscular magra, queima de gordura e aumento do desempenho atlético. Contudo, o uso de andrógenos resulta em diversos efeitos colaterais significativos a exemplo de hepatotoxicidade, cardiotoxicidade, policitemia, dislipidemia, hipertensão, depressão, ginecomastia, atrofia testicular e infertilidade. 
Dentre as consequências do uso indiscriminado dos esteróides anabolizantes andrógenos (EAA), o hipogonadismo induzido (ASIH sigla em inglês de anabolic steroid–induced hypogonadism) torna-se o centro de discussões que abrangem desde a ética no esporte à saúde pública, já que estudos afirmam que pelo menos quatro de cinco usuários de EAA não são atletas, mas, pessoas que desejam aumentar a massa muscular e diminuir a gordura corporal. 

## Epidemiologia
Artigos recentes demonstraram que, no hipogonadismo profundo, com taxas de testosterona abaixo de 50 ng/dl   (identificado em 97 homens do grupo analisado em um dos estudos), a principal etiologia estava ligada ao uso abusivo de anabolizantes não prescritos (identificado em 43% desse grupo).  “Esses dados apontam que os anabolizantes são uma causa preocupante e evitável de hipogonadismo, sobretudo em homens jovens” (Cyrus D. Rahnema, 2014). 
Um estudo realizado em 2003 apontou que, dos participantes que responderam a um questionário aplicado em três grandes academias, 19% declararam-se usuários de EAA, sendo que 8% declararam fazer  uso contínuo de anabolizantes e 11% relataram já terem feito uso da droga. 70% dos que responderam o questionário e 90% dos usuários de EAA eram do sexo masculino. Além disso, a principal faixa etária de usuários foi de 25 a 29 anos (46%). 

## Sistema reprodutor masculino e feminino

### Breve revisão anatômica e embriológica gonadal
No desenvolvimento embrionário do sistema reprodutor, a formação das gônadas é indiferenciada até a sétima semana de gestação e começa a se diferenciar a partir da migração das células germinativas primordiais – as CGPs – no embrião, até formar, em conjunto com o epitélio celômico, um par de cristas genitais precursoras das gônadas.
A diferenciação do sistema em masculino ou feminino dependerá da presença do gene SRY, expresso a partir do cromossomo Y. Nesse contexto, sob a influência de tal gene, células somáticas de suporte – CSS - diferenciam-se em células de Sertoli, nos homens, e posteriormente, induzem a conversão das células de Leydig, produtoras de testosterona. Esses eventos, então, dão início aos fenômenos que resultarão na constituição de todo o aparelho reprodutor masculino e na migração das gônadas para sua posição final.
Em se tratando de gônadas masculinas, o processo de descida dos testículos ocorre desde o período embrionário até aproximadamente 1 ano após o nascimento. Inicialmente, as gônadas se encontram no interior do abdômen, na altura da décima vértebra torácica, e por volta da 7ª semana inicia-se a descida testicular pela formação do ligamento gubernáculo que se relaciona à região inferior do embrião.
Na fase intra-abdominal testicular, o gubernáculo se encurta posicionando os testículos para próximo do anel inguinal profundo. Após o 7º mês fetal, os testículos penetram o canal inguinal, atravessando os músculos oblíquos interno e externo do abdômen e suas fáscias, em resposta a novo encurtamento do gubernáculo além do aumento de pressão intra-abdominal resultante do aumento das vísceras. Este processo empurra as gônadas em direção caudal, levando à acomodação dos testículos na bolsa escrotal.
Ao fim desse processo, os testículos se localizam no escroto, fora da cavidade abdominal. As gônadas ficam suspensas, principalmente, pelo funículo espermático, estrutura que abriga o ducto deferente, nervos, vasos linfáticos e sanguíneos. 
Internamente, os testículos são subdivididos em lóbulos por septos que têm origem no mediastino. Os lóbulos testiculares são formados pelos túbulos seminíferos contorcidos, estruturas envolvidas na espermatogênese.
Os testículos possuem faces anterior, medial e lateral e ambos os pólos são convexos, lisos e revestidos por três túnicas: túnica vaginal (extremidade inferior do processo vaginal do peritônio), túnica albugínea (denso revestimento do testículo, composto por feixes entrelaçados de fibras colágenas) e túnica vasculosa (contém um plexo de vasos sanguíneos e delicado tecido conjuntivo frouxo, estende-se sobre a face interna da túnica albugínea).
Além disso, os testículos são irrigados, principalmente, pela artéria testicular esquerda (localizada posteriormente à veia mesentérica inferior) e artéria testicular direita (localizada anteriormente à veia cava inferior). Cada artéria passa anteriormente ao nervo genitofemoral, ao ureter e à parte inferior da artéria ilíaca externa, e segue até o anel inguinal profundo, penetra no funículo espermático e passa através do canal inguinal para chegar ao escroto. O testículo também recebe sangue do ramo cremastérico da artéria epigástrica inferior e da artéria para o ducto deferente.
A drenagem venosa, feita pelas veias testiculares,  emerge posteriormente ao testículo, drenam o epidídimo e se unem para formar o plexo pampiniforme, um componente principal do funículo espermático, subindo anteriormente ao ducto deferente. No canal inguinal, o plexo pampiniforme é drenado por três ou quatro veias que seguem até o abdome através do anel inguinal profundo. Dentro do abdome, essas veias se unem em duas veias, as quais sobem de cada lado da artéria testicular. As veias se unem para formar as veias testiculares direita ou esquerda: a veia testicular direita se abre na veia cava inferior e a veia testicular esquerda se abre na veia renal esquerda.
Esses vasos (artérias e veias testiculares) são essenciais para o transporte da testosterona produzida no órgão para a circulação sistêmica.

A superfície lateral do ovário se encontra em contato com o peritônio parietal na fossa ovariana. A superfície medial está voltada para o útero e para os vasos uterinos no ligamento largo, e o recesso peritoneal. A extremidade inferior aponta para baixo, em direção ao assoalho pélvico.
O ligamento ovariano está inferior e medialmente. O ligamento redondo é anterior à tuba.
Em se tratando de gônadas femininas, caso não haja indução pelo gene SRY na embriogênese, as células somáticas de suporte (CCS) se diferenciam em células foliculares, em vez de células de Sertoli. Ainda, os ductos paramesonéfricos persistem e são estimulados a se diferenciar em tubas uterinas, útero e vagina.
Com a conclusão desse processo, as gônadas femininas se posicionam lateralmente ao útero, do lado esquerdo e do lado direito, próximos à parede pélvica lateral e ficam suspensas na cavidade pélvica com o auxílio dos ligamentos mesovário, ovariano e infundíbulo-pélvico, principalmente. Além disso, as artérias ovarianas (ramos da aorta abdominal) são responsáveis pela irrigação dos ovários, enquanto a drenagem decorre das veias ovarianas, sistema associado à circulação dos hormônios sexuais na região.  
Em caso de hipogonadismo masculino, a diminuição do volume testicular pode ser notada. Para tal, o orquidômetro é um instrumento clínico utilizado para medir o volume dos testículos e determinar a normalidade: tamanhos pré-púberes são de 1 a 3 ml, tamanhos puberais são considerados em torno de 4 ml e tamanhos de testículos adultos estão entre 12 a 25 ml. 

Desse modo, a discrepância do tamanho testicular com outros parâmetros de maturação pode ser um indício importante de várias doenças além de hipogonadismo primário ou secundário.

### Aspectos morfológicos e histopatológicos das gônadas

#### Gônadas masculinas

Já túbulos seminíferos alterados pelo hipogonadismo, por exemplo, são menores, com uma membrana basal mais espessa, além de um número reduzido de células da linhagem espermatogênica (note o aspecto mais eosinofílico da lâmina).Observam-se nessa lâmina células de Leydig aumentadas e, por fim, nota-se ocorrência de fibrose e espessamento/aumento do interstício, além de folículos irregulares com epitélio germinativo disforme.

As gônadas masculinas são denominadas testículos. Cada testículo é revestido por uma cápsula de tecido conjuntivo denso (túnica albugínea), a qual apresenta um espessamento na porção dorsal, que projeta septos incompletos de tecido conjuntivo os quais dividem os testículos em 250 a 300 lóbulos. No interior de cada lóbulo, há de 1 a 4 túbulos seminíferos, estruturas tubulares em formato de U – com uma parede de epitélio germinativo delimitada por uma membrana basal, sustentada pelas células de Sertoli. Entre os túbulos seminíferos, se localiza o tecido intersticial, onde se encontram as células de Leydig (produtoras de testosterona).  
Os ""túbulos seminíferos"" terminam na região posterior do testículo, nos túbulos retos, que se anastomosam formando a rede testicular, de onde partem os ductos eferentes que penetram no epidídimo. O epitélio germinativo do túbulo seminífero possui duas populações celulares distintas:
1. Células de Sertoli (somáticas) – constituem barreira hematotesticular e auxiliam o processo de espermatogênese. São células cilíndricas que se estendem da lâmina basal até o lúmen do túbulo seminífero, possuem núcleo claro e nucléolo evidente, a região apical e lateral da membrana plasmática é de perfil irregular, formando criptas que alojam as células espermatogênicas em desenvolvimento.
As células de Sertoli, que respondem principalmente ao hormônio foliculoestimulante (FSH), conferem sustentação (física e nutricional) às células da linhagem espermatogênica em diferenciação, fagocitam os corpos residuais, facilitam a liberação de espermátides maduras (espermiação), e secretam um fluido rico em proteínas e íons para o lúmen do túbulo seminífero.
2. Células espermatogênicas - Representam a linhagem espermatogênica formada por espermatogônias, espermatócitos e espermátides que antecedem a diferenciação final do espermatozóide.
Fora dos túbulos seminíferos, especificamente na região entre tais túbulos, as células intersticiais de Leydig possuem núcleo arredondado com cromatina dispersa e exibem um citoplasma acidófilo com vacúolos lipídicos. Reguladas pela ação do hormônio luteinizante (LH) as células de Leydig secretam o principal hormônio sexual masculino –  a testosterona endógena.
Nesse sentido, sobretudo nos homens, a hipotrofia gonadal ocasionada pelo uso de EAAs provoca alterações fisiológicas que modulam a regulação hormonal e, consequentemente, as alterações histológicas são notórias e afetam a função dos túbulos seminíferos tanto numericamente quanto estruturalmente. 
As figuras 1 e 2 comparam histologicamente as alterações observadas no hipogonadismo resultante de suplementação hormonal. 

#### Gônadas femininas
As gônadas femininas são denominadas ovários, sendo cada um destes revestido por uma camada de epitélio cúbico simples e por uma camada de tecido conjuntivo (túnica albugínea) subjacente. 
O ovário é formado por duas regiões principais.
1. Córtex - apresenta tecido conjuntivo (estroma ovariano) e folículos ovarianos (oócitos primários e células foliculares – epiteliais) em diferentes estágios de proliferação.
2. Medula - constituída por tecido conjuntivo, vasos sanguíneos e linfáticos e nervos. Não possui folículos!

Em se tratando dos folículos que constituem o córtex, é possível diferenciá-los em:
A) Folículos primordiais: apresentam um ovócito primário (oogônias entram em meiose I durante vida fetal, mas param seu desenvolvimento na prófase da meiose I) circundado por células foliculares pavimentosas.	
B) Folículos primários: abandonam o estado de repouso meiótico e se dividem em:
- Os folículos primários unilaminares apresentam uma única camada de células foliculares cúbicas ao redor do folículo primordial, separadas pela Zona Pelúcida.

- Os folículos primários multilaminares apresentam várias camadas de células foliculares.

Nessa fase (folículo primário), o ovócito primário inicia a síntese de uma capa de glicoproteína, a zona pelúcida (lâmina acelular composta de pelo menos três glicoproteínas) que separa progressivamente as células foliculares do ovócito e é penetrada por delgados prolongamentos citoplasmáticos das células foliculares.
C) Folículo secundário ou Antral: caracterizado pela proliferação das células foliculares, pelo espessamento da zona pelúcida, e pela formação inicial do antro –  cavidade contendo o líquido folicular (rico em ácido hialurônico, esteroides, fatores de crescimento e gonadotrofinas). Ocorre ainda diferenciação da teca interna (células endócrinas produtora de estrógenos) e da teca externa (células estromais contínuas com o tecido conjuntivo circunvizinho).
D) Folículo maduro (ou de Graaf): apresenta antro bem desenvolvido e delimitado pela camada granulosa membranar, zona pelúcida revestida por uma única camada de células foliculares formando a coroa radiata que, por sua vez, está envolta pelo cumulus oophorus.
O Foliculo de Graaf se rompe devido à ação do LH, por volta do 14º dia do ciclo menstrual, liberando assim o ovócito que será capturado pelas fímbrias da tuba uterina.
Após a liberação do oócito, células foliculares e das tecas interna e externa formam o corpo lúteo que produz estrógenos e progesterona. Quando o corpo lúteo degenera surge o corpo albicans (uma massa fibrosa de tecido conjuntivo rica em colágeno - cicatriz)
Embora as alterações histológicas provocadas pelos EAAs sejam menos evidentes e, talvez por isso, menos pesquisadas em mulheres, estudos apontam algumas dessas modificações, dentre elas, a atresia folicular, o surgimento de cistos e a redução ou desaparecimento dos corpos lúteos. 

## Os hormônios sexuais
Os hormônios sexuais incluem estrogênios, progesterona e andrógenos. Dois hormônios produzidos pela hipófise anterior também atuam na regulação dos processos reprodutivos masculinos ou femininos: hormônio folículo-estimulante (FSH) e hormônio luteinizante (LH).
O FSH e o LH são gonadotrofinas liberadas na circulação sistêmica, que nas gônadas, estimulam a produção de gametas e de hormônios gonadais.

### Influência hormonal no organismo feminino
O eixo hipotálamo-hipófise-gonadal é responsável pela produção de hormônios gonadotróficos (FSH e LH) que dão início às mudanças cíclicas no ovário na puberdade. Estes hormônios por sua vez levam o ovário a secretar estrogênio e progesterona, agindo conjuntamente com o ciclo uterino. 
Assim, o ciclo ovariano compreende:
- Fase folicular: com duração média de 12-16 dias, é acompanhada pelo aumento de estrógeno, especialmente por volta do 10º dia do ciclo e desencadeia aumento pré-ovulatório de LH, que induz a expulsão do Folículo de Graaf, e logo, a ovulação.
- Fase luteínica: com duração média de 10-16 dias, é caracterizada por mudança na dominância de estrogênio e aumento da prevalência da influência da progesterona e formação de um corpo lúteo.

Assim, nas mulheres, o FSH estimula o desenvolvimento do folículo ovariano no início de cada ciclo reprodutivo, e o FSH e o LH, conjuntamente, estimulam a ovulação no meio do ciclo, além da produção de hormônios ovarianos, estrogênio e progesterona. 
O FSH estimula diretamente as células da granulosa do folículo ovariano que, por sua vez, produzem estrógeno. Quando os níveis de estrógeno atingem determinados valores, o hipotálamo inicia a secreção do LH, permitindo que o ovário libere o Folículo de Graaf. O folículo ovariano quando, não fecundado, se transforma no corpo lúteo, responsável pela produção de progesterona. 
A influência dos hormônios sexuais na mulher sobre o ciclo uterino são:
- Fase proliferativa – ocorre entre 5 a 14 dias do ciclo e há proliferação das células do endométrio ate atingir aproximadamente 6mm espessura, estimuladas por estrogênio e FSH. Formam-se as glândulas secretoras. Esta fase coincide com fase folicular do ovário é finalizada com a ovulação (FSH e LH apresentam pico ao final dessa fase).
- Fase secretora – o endométrio atinge máxima espessura, 8 mm, e máxima vascularização. As glândulas espiraladas apresentam atividade secretora e produzem muco rico em glicogênio. É estimulada pela ação conjunta de estrogênios e progesterona (queda dos níveis de FSH e LH) e coincide com a fase luteínica do ovário.
- Fase de descamação (Menstruação) – níveis reduzidos de estrogênios e progesterona (devido a não fecundação do ovócito) provocam a desagregação parcial do endométrio por contração e rompimento dos vasos sanguíneos, culminando no sangramento do ciclo menstrual .

Já no organismo masculino, o FSH estimula a espermatogênese e o crescimento do testículo e o LH atua sobre as células de Leydig que produzem testosterona.

### Desequilíbrio hormonal

Steroidogenesis (original)

Valores de FSH alterados, de forma superior ao referencial, pode ser relacionado à acromegalia (estado inicial), agenesia testicular, amenorreia (primária), insuficiência ovariana, insuficiência testicular, menopausa, entre outras complicações.
Ao longo dos anos, alcançada a idade reprodutiva, níveis relativamente altos de LH são comumente vistos em pacientes portadoras da síndrome do ovário policístico; no entanto, níveis constantemente altos do hormônio são indicativos de situações onde o mecanismo de feedback é falho ou ausente. 

## Mecanismo de ação dos esteróides endógenos
Os esteróides são lipossolúveis e, com isso, passam facilmente através da membrana citoplasmática, sendo que seus receptores encontram-se dentro da célula. O complexo hormônio-receptor entra na célula e liga-se a uma determinada parte do DNA, ativando determinados genes. A esse processo dá-se o nome de ativação genética direta.
Os hormônios esteróides são de origem lipídica, formados a partir do colesterol sendo sintetizados apenas por alguns órgãos, tais como as gônadas e glândulas adrenais, localizadas sobre cada rim. São responsáveis pela harmonia das funções primordiais no organismo.
Os esteróides podem ser agrupados em 3 (três) categorias básicas :
- A primeira delas é o estrogênio, hormônio feminino produzido no ovário e encarregado de produzir os caracteres sexuais femininos. A androstenediona é convertido em testosterona e estrogênio, quando aromatizado na circulação, sendo fonte importante de estrogênio nos homens e nas mulheres pós-menopausa.

- A segunda categoria é o androgênio, hormônio masculino produzido principalmente nos testículos e responsável pela produção de características sexuais masculinas (efeito masculinizantes), tais como: a massa muscular, a força, os pelos faciais e corporais, o engrossamento da voz e a velocidade de recuperação da musculatura. Os esteróides anabólicos são um subgrupo dos androgênios.

- A última categoria é a cortisona, que é produzida por ambos os sexos e tem efeito analgésico e anti-inflamatório. São associados com o córtex suprarrenal, que influenciam ou controlam a chave dos processos do corpo, como o metabolismo dos hidratos de carbono e das proteínas, o equilíbrio dos eletrólitos e da água, e as funções do sistema cardiovascular, do músculo esquelético, dos rins e de outros órgãos.

## Mecanismos de ação fisiológica da testosterona
A testosterona é responsável pela masculinização da genitália interna, pelo desenvolvimento do músculo esquelético pós-natal, da próstata e das vesículas seminais e pelo desenvolvimento de características sexuais secundárias masculinas, além de estimular a espermatogênese, aumentar o fluxo arterial peniano, estimular a síntese de massa muscular, assim como a libido, memória e concentração.
Embora muitos acreditem que este andrógeno seja um hormônio exclusivamente masculino, ele também é produzido pelos ovários, glândulas adrenais e outros tecidos femininos. É um dos responsáveis pelo crescimento linear observado na puberdade. Durante a menopausa, a produção de andrógenos pode diminuir pela metade em ambos sexos. 
Naturalmente, no organismo, a testosterona passa por uma série de biotransformações por oxi-redução sendo convertida em alguns tecidos em um metabólito ativo – diidrotestosterona (DHT) através da enzima 5-alfa-redutase, um potente androgênio, além de sua conversão a deidroepiandrosterona (DHEA) e a androstenediona, precursores da produção endógena de testosterona. Quando convertida pela Enzima Aromatase, forma os compostos estradiol e estrona.
Em indivíduos do sexo masculino, a 5-redutase está presente em quase todas as estruturas androgênicas dependentes, enquanto a aromatase tem sido demonstrada e caracterizada somente no cérebro e no tecido adiposo.
Assim, a testosterona é capaz de promover crescimento muscular e queda da taxa de gordura, entrando na célula pela lipossolubilidade e ligando-se a um receptor androgênico (AR) no citoplasma. Esse complexo da testosterona-AR entra no núcleo e se liga a uma zona promotora do DNA, responsável por aumento na transcrição e tradução para síntese proteica. Isso faz com que as células musculares aumentem a quantidade de proteínas contráteis (actina e miosina), bloqueando os efeitos catabólicos e dos hormônios glicocorticóides. Por isso, é comum dizer-se que a testosterona não é apenas anabólica, mas também um poderoso anti-catabólico .
O resultado direto desses efeitos bioquímicos intracelulares da testosterona endógena é, além do aumento do tamanho das células musculares (hipertrofia), uma mudança na forma muscular (hiperplasia). Possui também a capacidade de estimular a eritropoiese - produção de células vermelhas na medula óssea, portanto, uma maior contagem de células vermelhas no sangue, resultando assim em melhor resistência pela maior capacidade de transporte de oxigênio. 

## Mecanismo de ação dos Esteroides Anabolizantes Androgênicos Sintéticos (EAAs)
Os EAAs são análogos sintéticos da testosterona e derivados, manipulados laboratorialmente com intuito de maximizar os efeitos anabólicos e minimizar os efeitos colaterais androgênicos. Eles podem promover efeitos tróficos diretamente por sua ligação aos receptores de andrógenos, promovendo um aumento na razão de síntese proteica e diminuição na degradação destas proteínas, ou seja, um balanço nitrogenado positivo . Os EAAs também atuam como antagonistas dos glicocorticóides, deslocando-os de seus receptores e, por conseguinte, limitam o catabolismo proteico muscular e resulta no efeito geral anabólico ou de fortalecimento muscular.
Assim sendo, os EAAs encontram-se, principalmente, sob as seguintes formas: 
- Testosterona 17β-esterificada: undecanoato, proprionato, enantato e cipionato de testosterona. Apresentam maior solubilidade lipídica possibilitando liberação lenta e ação prolongada em virtude da esterificação.
- 17α-derivados: Resistentes ao metabolismo hepático, sendo encontrados na forma oral. Metiltestosterona, metandrostenolona, nortandrolona, fluoximesterona, danazol, oxandrolona e estanozolol.
- Modificações nos anéis A, B ou C da testosterona: Mesterolona, nortestosterona, metenolona, fluoximesterona, metandrostenolona, nortandrolona, danozol, nandrolona, estanozol. Estas modificações permitem lenta metabolização e afinidade aumentada ao receptor androgênico.

Os EAAs produzidos pelas indústrias farmacêuticas são apresentados de diversas formas: creme, spray nasal, supositório, selo de fixação na pele (transdermal) e sublingual, porém os mais conhecidos e utilizados são esteroides orais e injetáveis, embora todos tenham a característica de se difundirem através da membrana plasmática.
Contudo, sendo o fígado responsável pela destruição de qualquer corpo estranho no organismo, o uso abusivo e contínuo de esteróides anabolizantes pode causar disfunção hepática, especialmente os esteróides 17-alquilados. Assim, elevados níveis das enzimas hepáticas aspartato aminotransferase, alanina aminotransferase e lactato desidrogenase são observados em atletas que utilizam EAAs. 
As drogas EAAs mais utilizadas no Brasil, por via oral e injetáveis são: Oxandrolona (Anavar®), Undecanoato de Testosterona (Androxon®), Decanoato de Nandrolona (DecaDurabolin®), Propionato de Testosterona, Fenilpropionato de Testosterona, Isocaproato e Caproato de Testosterona (Durateston®), Estanozolol (Winstrol®), Trembolona (Parabolan®) e Hormônio de Crescimento (GH).

### Uso terapêutico dos esteróides androgênicos anabolizantes
Os EAA são utilizados pela medicina em algumas patologias como: queimaduras severas, anemia, catabolismo crônico em portadores de HIV, tratamento de osteoporose e de algumas neoplasias (como em mamas) e insuficiência renal crônica.

### Tratamento terapeutico dos EAAs para DAEM
A Andropausa, ou Deficiência Andrógena do Envelhecimento Masculino (DAEM), é um problema que prejudica a síntese de testosterona, reduzindo a produção deste hormônio sensivelmente ao longo dos anos. 
Enquanto que a Menopausa atinge praticamente todas as mulheres após uma certa idade e ocorre de maneira repentina e abrupta, na DAEM o problema aparece de forma mais  gradual, pois o homem tende a perder aproximadamente 12% da capacidade de síntese de testosterona a cada década de vida depois dos 35 anos de idade.
O tratamento proposto mais indicado é a reposição hormonal em que os EAAs são ministrados de forma segura e controlada pelo médico. Os medicamentos anabolizantes são indicados: Durateston®, Androxon®, Deposteron® e Nebido®. Por se tratar de substâncias que provocam efeitos colaterais indesejados, a automedicação destes hormônios é expressamente desaconselhada.  

### Efeitos fisiológicos do uso indiscriminado de EAAs em ambos sexos
O uso de altas doses de EAA resulta na superativação da aromatase e, portanto, no aumento do nível de estrogênio, cujas consequências diretas incluem desde efeitos feminilizantes como desenvolvimento do tecido mamário (ginecomastia) e aumento do tom de voz, como também disfunção erétil, hipertrofia de próstata entre outros.
Embora o tecido mamário que se desenvolve se torne menos proeminente após a cessação do uso de EAAS, esse efeito pode ser irreversível e exigir correção cirúrgica. Os homens experimentam calvície de padrão masculino, acne (resultado da estimulação androgênica das glândulas sebáceas), o que provavelmente se deve aos efeitos do DHT.
Além dos efeitos acima citados, os EAAs induzem a secreção de Hormônio do Crescimento(GH) e, logo, a síntese hepática do fator de crescimento semelhante à insulina do tipo 1 (IGF-1) que, ao atuar em diversos tecidos do organismo, estimula a formação de músculo esquelético, indução de osteoblastos e consequente inibição da degradação óssea.
O GH exerce diversas ações metabólicas com efeitos anabólicos e lipolíticos, produzindo, em contrapartida, efeitos indutores de resistência à insulina: ao promover a lipólise (ou seja, quebra de gordura), estímulo à síntese proteica entre outros, níveis elevados de GH circulante reduzem a captação de glicose,  aumentando a captação de ácidos graxos livres. Consequentemente, o aumento da resistência à insulina leva ao hiperinsulinismo e em, último caso, a diabetes mellitus do tipo II.
Todos os EAAs exercem algum grau de efeitos virilizantes se administrados por tempo e doses suficientes, especialmente em mulheres: os primeiros efeitos incluem acne, aprofundamento da voz (resultado da hipertrofia laríngea), mudanças na libido, aumento do clitóris, atrofia mamária, mudanças no ciclo menstrual, atrofia uterina e hirsutismo. Tais efeitos igualmente resultantes da supressão do eixo hipotalâmico-hipofisário-gonadal.
Cabe ressaltar que a redução do nível plasmático de gonadotrofinas se dá dentro de 24 horas após o início do uso de EAAs. 

### Efeitos adversos do uso de EAAs
Cardiovasculares: os EAAs podem resultar em efeitos diretos no miocárdio e vascularização e efeitos indiretos por alteração do perfil lipídico e da coagulação sanguínea que predispõem a maior risco de aterosclerose, infarto do miocárdio e acidente vascular cerebral6.
Estudos associam os relatos de infarto agudo do miocárdio e morte súbita em atletas jovens consumidores de altas doses de EAA sem antecedentes de patologia à superestimulação do sistema nervoso simpático pelos anabolizantes e à consequente hipertrofia ventricular6.
Hepáticos: os EAAs estão associados ao aumento de transaminases, fosfatase alcalina, bilirrubina conjugada e proteínas séricas. Primariamente, os EAAs podem levar a quadro de hepatite devido ao esforço do fígado em metabolizar seus componentes. Secundariamente, ocorre indução do desenvolvimento de quadro conhecido como colestase - dificuldade para o escoamento da secreção de bile. Além disso, a icterícia é resultado do aumento da bilirrubina conjugada na circulação.
Dermatológicos: a manifestação dermatológica mais frequente e precoce é acne localizada principalmente na face, ombros, tronco e dorso, uma vez que altas doses de EAA aumentam a função das glândulas sebáceas além de propiciar maior incidência de dermatite seborreica, rosácea, hirsutismo entre outros.
Psiquiátricos: os sintomas psiquiátricos associados ao abuso de EAA incluem agressividade e extrema irritabilidade que podem levar a episódios violentos. Além de distorções de julgamento, distração, confusão mental e esquecimentos. Ainda, é comum usuários apresentarem sintomas depressivos ao interromperem o uso e sintomas de síndrome de abstinência o que pode contribuir para a dependência. 

## Hipogonadismo resultante do uso de EAA
A supressão endócrina do eixo Hipotálamo-Hipófise-Gonadal resulta em sintomas de hipogonadismo hipogonadotrófico no homem, nomeadamente atrofia dos túbulos seminíferos, diminuição da espermatogênese e da motilidade dos espermatozóides, disfunção erétil e diminuição da libido com consequente infertilidade.
O uso de EAA resulta em hipogonadismo por supressão do feedback do eixo Hipotálamo-Hipófise-Gonadal via inibição da liberação do Hormônio Liberador de Gonadotrofina - GnRH - e uma diminuição subsequente de Hormônio Luteinizante(LH) e Hormônio Folículo Estimulante (FSH)
Como exposto anteriormente, em um organismo saudável masculino, a interação do LH com seus receptores presentes nas células de Leydig estimula a produção de testosterona, enquanto a interação do FSH nas células de Sertoli estimula a espermatogênese. Já no organismo feminino, receptores de LH presentes nas células da Teca bem como receptores de FSH presentes nas células da granulosa, na estrutura do ovário, induzem a produção de progesterona e estradiol, respectivamente.

Como parte da homeostase endócrina, LH e FSH,  necessários para a espermatogênese, presentes em níveis reduzidos, resultam na subsequente diminuição na contagem de espermatozóides e sua mobilidade, bem como maior número de espermatozóides morfologicamente anormais, resultando, pois, em infertilidade masculina.

## Tratamentos Propostos ou Terapia Pós-Ciclo(TPC)
O objetivo da terapia pós-ciclo (TPC) é restaurar a produção endógena normal de hormônio sexual, tipicamente testosterona, depois do uso abusivo de esteróides, a fim de minimizar os efeitos resultantes da prática.
O tratamento com drogas auxiliares é utilizado na tentativa de recuperar o eixo Hipotálamo-Hipófise-Gonadal (HHG) através da redução dos níveis de estrogênio. No entanto, é importante ressaltar que não há comprovação clínica de que esses tratamentos são suficientes na redução dos efeitos colaterais provocados pelo uso dos EAAs.
Assim, alguns medicamentos ou suplementos adicionais (drogas antiestrogênicas e moduladores seletivos do receptor de estrógeno como clomifeno, tomaxifeno, anastrozol e tribulus terrestris.) têm sido utilizados na tentativa de neutralizar efeitos adversos dos EAAs, em ambos os sexos. 
Alguns deles são:
- Clomifeno: estimula a liberação de gonadotrofinas e é usado em mulheres com infertilidade, além da redução do hipogonadismo e reversão da atrofia testicular e infertilidade masculina
- Antiaromatases ou o antiestrógeno tamoxifeno: neutraliza os efeitos da aromatização do EAAs nos estrogênios, reduzindo, por exemplo a incidência de ginecomastia
- Gonadotrofina coriônica humana (hCG): utilizada para manutenção da espermatogênese, sem aumento do FSH, com objetivo de redução da infertilidade e da atrofia Gonadal. Contudo, seus efeitos colaterais incluem hiperglicemia, resistência à insulina, diminuição da função tireoidiana, insuficiência adrenal, síndrome do túnel do carpo, artralgia, miopatia, pancreatite, hepatotoxicidade e aumento do risco de certas neoplasias malignas.
- "Tribulus terrestris": tem a função de aumentar a liberação do hormônio luteinizante (LH) para, assim, aumentar a produção de testosterona. Atua positivamente não só na força física e resistência, como na produção de espermatozoides, melhoramento da função erétil, podendo trazer benefícios para homens que desejam melhorar seu desempenho sexual e até mesmo para mulheres que desejam aumentar a libido.

## Legislação brasileira sobre uso e venda de EAAs
A legislação federal que trata dos esteroides anabolizantes é bastante escassa. 
Há apenas uma lei federal, a Lei nº. 9.965, de 27 de abril de 2000, a qual restringe a venda de esteróides ou peptídeos anabolizantes. A principal norma veiculada na referida lei diz respeito à forma pela qual se dá a venda e a dispensação das referidas substâncias. 
Além disso, há também a Portaria do Ministério da Saúde, juntamente com a Secretaria de Vigilância em Saúde, nº. 344 de 1998, que aprova o Regulamento Técnico sobre substâncias e medicamentos sujeitos a controle especial, dentre elas os esteróides anabolizantes. As principais normas contidas na Portaria referem-se à obrigatoriedade de receita médica para a venda e comercialização destas substâncias, desde que prescritas por médicos com registro no respectivo Conselho de Medicina e com receita médica expedida em duas vias, sendo uma delas retida pelo estabelecimento comercial. 
Já a comercialização ilegal de substâncias anabolizantes é uma das condutas tipificadas no art. 273 do Código Penal. O delito do artigo 273 encontra-se capitulado no rol dos crimes hediondos e, inerentemente, possui extrema gravidade. 